# Danh sách quân chủ Castilla

Vương gia huy của của Castilla

Dưới đây là danh sách quân chủ của Vương quốc và Vương quyền Castilla.

## Danh sách
| Tên                                                 | Chân dung   | Sinh - Mất                                 | Thời gian cai trị                            | Vợ/chồng |
| Nhà Jiménez                                         | Nhà Jiménez | Nhà Jiménez                                | Nhà Jiménez                                  | Nhà Jiménez |
| --------------------------------------------------- | ----------- | ------------------------------------------ | -------------------------------------------- | --- |
| Sancho II Mạnh mẽ                                   | không khung | 1036/1038 – 6 tháng 10 năm 1072            | 24 tháng 12 năm 1065 – 6 tháng 10 năm 1072   | Alberta Không có con |
| Alfonso VI Dũng cảm                                 | không khung | c. 1040/1041 – 1 tháng 7 năm 1109          | 6 tháng 10 năm 1072 – 1 tháng 7 năm 1109     | Agnés xứ Aquitaine 1069/1074 Không có con Constance xứ Bourgogne Trước ngày 8 tháng 5 năm 1080 6 người conBerta 25 tháng 1 năm 1093 Không có conIsabel (Không rõ có phải là Zaida hay không) Đầu năm 1100 1 (Nếu là Zaida) /2 người con (Nếu không phải là Zaida) Beatriz Tháng 1 năm 1108 (?) Có con nhưng không rõ là bao nhiêu |
| Urraca I Liều lĩnh                                  | không khung | Tháng 4 năm 1079 – 8 tháng 3 năm 1126      | 1 tháng 7 năm 1109 – 8 tháng 3 năm 1126      | Raymond xứ Bourgogne Khoảng giữa 2 năm 1091 và 1092 2 người con Alfonso Vua chiến binh Đầu tháng 10 năm 1109 2 người con |
| Nhà Ivrea                                           |             |                                            |                                              | |
| Alfonso VII Hoàng đế                                | không khung | 1 tháng 3 năm 1105 – 21 tháng 8 năm 1157   | 10 tháng 3 năm 1126 – 21 tháng 8 năm 1157    | Berenguera xứ Barcelona 10/17 tháng 10 năm 1128 7 người conRyksa của Ba Lan Giữa tháng 10 và tháng 12 năm 1152 2 người con |
| Sancho III Khát khao                                | không khung | c. 1134 – 31 tháng 8 năm 1158)             | 21 tháng 8 năm 1157 – 31 tháng 8 năm 1158    | Blanka xứ Navarra 1151 2 người con |
| Alfonso VIII Quý tộc/ Kẻ chiến thắng ở Las Navas    | không khung | 11 tháng 11 năm 1155 – 5 tháng 10 năm 1214 | 31 tháng 8 năm 1158 – 5 tháng 10 năm 1214    | Eleanor của Anh Tháng 9 năm 1170 11 người con |
| Enrique I                                           | không khung | 14 tháng 4 năm 1204 – 6 tháng 6 năm 1217   | 5 tháng 10 năm 1214 – 6 tháng 6 năm 1217     | Mafalda của Bồ Đào Nha 1215 Không có con |
| Berenguela I Đại vương                              | không khung | 1179/1180 – 8 tháng 11 năm 1246            | 6 tháng 6 – 31 tháng 8 năm 1217              | Konrad II xứ Schwaben 1187 Không có con Alfonso IX của León 1197 5 người con |
| Fernando III Thánh                                  | không khung | 1199/1201 – 30 tháng 5 năm 1252            | 31 tháng 8 năm 1217 – 30 tháng 5 năm 1252    | Beatrix xứ Schwaben 30 tháng 11 năm 1219 10 người con Jeanne I xứ Ponthieu Tháng 10 năm 1237 5 người con |
| Alfonso X Khôn ngoan/ Nhà chiêm tinh                | không khung | 23 tháng 11 năm 1221 – 4 tháng 4 năm 1284  | 1 tháng 6 năm 1252 – 4 tháng 4 năm 1284      | Violant của Aragón Tháng 1 năm 1249 11 người con |
| Sancho IV Dũng cảm                                  | không khung | 12 tháng 5 năm 1258 – 25 tháng 4 năm 1295  | 4 tháng 4 năm 1284 – 25 tháng 4 năm 1295     | María xứ Molina 1282 7 người con |
| Fernando IV Kẻ bị triệu tập                         | không khung | 6 tháng 12 năm 1285 – 7 tháng 9 năm 1312   | 25 tháng 4 năm 1295 – 7 tháng 9 năm 1312     | Constança của Bồ Đào Nha 23 tháng 1 năm 1302 3 người con |
| Alfonso XI Báo thù                                  | không khung | 13 tháng 8 năm 1311 – 26 tháng 3 năm 1350  | 7 tháng 9 năm 1312 – 26 tháng 3 năm 1350     | Constança Manuel 1325 Không có con María của Bồ Đào Nha 24 tháng 6 năm 1328 2 người con |
| Pedro Tàn bạo, Công bằng                            | không khung | 30 tháng 8 năm 1334 – 23 tháng 3 năm 1369  | 26/27 tháng 3 năm 1350 – 13 tháng 3 năm 1366 | María xứ Padilla 1353 (trong bí mật) 4 người con Blanche xứ Bourbon 3 tháng 6 năm 1353 Không có con Juana de Castro Mùa xuân năm 1354 1 người con |
| Khủng hoảng kế vị                                   |             |                                            |                                              | |
| Enrique II Enrique nhà Trastámara, Kẻ giết anh trai | không khung | 13 tháng 1 năm 1334 – 29 tháng 9 năm 1379  | 13 tháng 3 năm 1366 – 3 tháng 4 năm 1367     | Juana Manuel 27 tháng 7 năm 1350 3 người con |
| Pedro Tàn bạo, Công bằng                            | không khung | 30 tháng 8 năm 1334 – 23 tháng 3 năm 1369  | 3 tháng 4 năm 1367 – 23 tháng 3 năm 1369     | María xứ Padilla 1353 (trong bí mật) 4 người con Blanche xứ Bourbon 3 tháng 6 năm 1353 Không có con Juana de Castro Mùa xuân năm 1354 1 người con |
| John xứ Gaunt (Tự xưng)                             | không khung | 6 tháng 3 năm 1340 – 3 tháng 2 năm 1399    | 29 tháng 2 năm 1372 – 8 tháng 7 năm 1388     | Blanche của Lancaster 13 tháng 5 năm 1359 7 người con Constanza của Castilla 1354 – 24 tháng 3 năm 1394 21 tháng 9 năm 1371 2 người con Katherine Swynford 13 tháng 1 năm 1396 4 người con |
| Nhà Trastrámara                                     |             |                                            |                                              | |
| Enrique II Enrique nhà Trastámara, Kẻ giết anh trai | không khung | 13 tháng 1 năm 1334 – 29 tháng 9 năm 1379  | 23 tháng 3 năm 1369 – 29 tháng 5 năm 1379    | Juana Manuel 27 tháng 7 năm 1350 3 người con |
| Juan I                                              | không khung | 24 tháng 8 năm 1358 – 9 tháng 10 năm 1390  | 29 tháng 5 năm 1379 – 9 tháng 10 năm 1390    | Alionor của Aragón 18 tháng 6 năm 1375 3 người con Beatriz của Bồ Đào Nha 17 tháng 5 năm 1383 Không có con |
| Enrique III Người chịu tang                         | không khung | 4 tháng 10 năm 1379 – 25 tháng 12 năm 1406 | 9 tháng 10 năm 1390 – 25 tháng 12 năm 1406   | Catherine của Lancaster 17 tháng 9 năm 1388 3 người con |
| Juan II                                             | không khung | 6 tháng 3 năm 1405 – 20 tháng 7 năm 1454   | 25 tháng 12 năm 1406 – 20 tháng 7 năm 1454   | María của Aragón 20 tháng 10 năm 1418 4 người con Isabel của Bồ Đào Nha 22 tháng 7 năm 1447 2 người con |
| Enrique IV Kẻ bất lực                               | không khung | 5 tháng 12 năm 1425 – 11 tháng 12 năm 1474 | 22 tháng 7 năm 1454 – 11 tháng 12 năm 1474   | Blanca II của Navarra 16 tháng 9 năm 1440 Không có con Joana của Bồ Đào Nha 21 tháng 5 năm 1455 Không có con/1 người con |
| Isabel I Công giáo                                  | không khung | 22 tháng 4 năm 1451 – 26 tháng 11 năm 1504 | 11 tháng 12 năm 1474 – 26 tháng 11 năm 1504  | Ferrando II của Aragón 19 tháng 10 năm 1469 7 người con |
| Fernando V Công giáo (Đồng quân vương theo vợ)      | không khung | 10 tháng 3 năm 1452 – 23 tháng 1 năm 1516  | 15 tháng 1 năm 1475 – 26 tháng 11 năm 1504   | Isabel I của Castilla 19 tháng 10 năm 1469 7 người con |
| Juana I Bà Chúa điên                                | không khung | 6 tháng 11 năm 1479 – 12 tháng 4 năm 1555  | 26 tháng 11 năm 1504 – 12 tháng 4 năm 1555   | Philipp của Áo 20 tháng 10 năm 1496 6 người con |
| Nhà Habsburgo                                       |             |                                            |                                              | |
| Felipe I Đẹp trai (Cai trị cùng vợ)                 | không khung | 22 tháng 7 năm 1478 – 25 tháng 9 năm 1506  | 12 tháng 7 – 25 tháng 9 năm 1506             | Juana I của Castilla 20 tháng 10 năm 1496 6 người con |
| Carlos I Hoàng đế                                   | không khung | 24 tháng 10 năm 1500 – 21 tháng 9 năm 1558 | 14 tháng 3 năm 1516 – 16 tháng 1 năm 1556    | Isabel của Bồ Đào Nha 11 tháng 3 năm 1526 7 người con |
| Felipe II Cẩn trọng                                 | không khung | 21 tháng 5 năm 1527 – 13 tháng 9 năm 1598  | 16 tháng 1 năm 1556 – 13 tháng 9 năm 1598    | Maria Manuela của Bồ Đào Nha 12 tháng 11 năm 1543 1 người con Mary I của Anh 25 tháng 7 năm 1554 Không có con Élisabeth của Pháp 22 tháng 6 năm 1559 6 người con Anna của Áo 1570 5 người con |
| Felipe III Mộ đạo                                   | không khung | 8 tháng 4 năm 1605 – 17 tháng 9 năm 1665   | 31 tháng 3 năm 1627 – 17 tháng 9 năm 1665    | Margarete của Áo 18 tháng 4 năm 1599 8 người con |
| Felipe IV Vĩ đại, Vua Thế giới                      | không khung | 8 tháng 4 năm 1605 – 17 tháng 9 năm 1665   | 31 tháng 3 năm 1627 – 17 tháng 9 năm 1665    | Élisabeth của Pháp 18 tháng 10 năm 1615 8 người con Maria Anna của Áo 7 tháng 10 năm 1949 5 người con |
| Carlos II Bị bùa mê                                 | không khung | 6 tháng 11 năm 1661 – 1 tháng 11 năm 1700  | 17 tháng 9 năm 1665 – 1 tháng 11 năm 1700    | Marie Louise của Orléans 19 tháng 11 năm 1679 Không có con Maria Anna xứ Neuburg 14 tháng 5 năm 1690 Không có con |
| Nhà Borbón                                          |             |                                            |                                              | |
| Felipe V Dũng cảm                                   | không khung | 19 tháng 12 năm 1683 – 9 tháng 7 năm 1746  | 1 tháng 11 năm 1700 – 9 tháng 6 năm 1715     | Maria Luisa của Savoia 2 tháng 11 năm 1701 4 người con Elisabetta Farnese 16 tháng 9 năm 1714 6 người con |

Vương quyền Castilla tồn tại độc lập bên trong ngai vàng Tây Ban Nha và có luật pháp riêng, cho đến khi vương triều Borbón lên cai trị sau Chiến tranh Kế vị Tây Ban Nha. Từ năm 1715, sắc lệnh Nueva Planta chính thức xóa bỏ toàn bộ các quyền và hệ thống pháp lý liên quan đến vương quyền Castilla, do đó cũng chấm dứt sự tồn tại của thể chế quân chủ này.